# Kanton Saint-Omer-Nord
Der Kanton Saint-Omer-Nord war bis 2015 ein französischer Wahlkreis im Arrondissement Saint-Omer, im Département Pas-de-Calais und in der Region Nord-Pas-de-Calais; sein Hauptort war Saint-Omer. Vertreter im Generalrat des Départements war zuletzt von 2008 bis 2015 Bertrand Petit (PS).

## Gemeinden
Der Kanton umfasste einemnTeil der Stadt Saint-Omer (angegeben ist hier die Gesamteinwohnerzahl, im Kanton lebten etwa 6300 Einwohner) und weiteren acht Gemeinden:
| Gemeinde                   | Einwohner Jahr | Fläche km² | Bevölkerungsdichte | Code INSEE | Postleitzahl |
| -------------------------- | -------------- | ---------- | ------------------ | ---------- | ------------ |
| Clairmarais                | 633 (2013)     | 18,02      | 35 Einw./km²       | 62225      | 62500        |
| Houlle                     | 1057 (2013)    | 6,52       | 162 Einw./km²      | 62458      | 62910        |
| Moringhem                  | 525 (2013)     | 9,98       | 53 Einw./km²       | 62592      | 62910        |
| Moulle                     | 1057 (2013)    | 5,39       | 196 Einw./km²      | 62595      | 62910        |
| Saint-Martin-lez-Tatinghem | 5706 (2013)    | 4,94       | 1155 Einw./km²     | 62757      | 62500        |
| Saint-Omer                 | 13.992 (2013)  | –          | – Einw./km²        | 62765      | 62500        |
| Salperwick                 | 511 (2013)     | 4          | 127 Einw./km²      | 62772      | 62500        |
| Serques                    | 1121 (2013)    | 10,43      | 107 Einw./km²      | 62792      | 62910        |
| Tilques                    | 1109 (2013)    | 7,29       | 152 Einw./km²      | 62819      | 62500        |